# Acetal

Estrutura genérica de acetais

Em química orgânica, um acetal é um grupo funcional com a conectividade R
2C(OR')
2
. Aqui, os grupos R podem ser fragmentos orgânicos (um átomo de carbono, com outros átomos arbitrários ligados a ele) ou hidrogênio, enquanto os grupos R' devem ser fragmentos orgânicos e não hidrogênio. Os dois grupos R' podem ser equivalentes entre si (um "acetal simétrico") ou não (um "acetal misto"). Os acetais são formados e conversíveis em aldeídos ou cetonas e têm o mesmo estado de oxidação no carbono central, mas têm estabilidade química e reatividade substancialmente diferentes em comparação com os compostos carbonílicos análogos. O átomo de carbono central tem quatro ligações a ele e, portanto, está saturado e tem geometria tetraédrica.
O termo cetal às vezes é usado para identificar estruturas associadas a cetonas (ambos fragmentos orgânicos do grupo R em vez de hidrogênio) em vez de aldeídos e, historicamente, o termo acetal foi usado especificamente para os casos relacionados a aldeídos (com pelo menos um hidrogênio no lugar de um R no carbono central). A IUPAC originalmente reprovou completamente o uso da palavra cetal, mas desde então reverteu sua decisão. No entanto, em contraste com o uso histórico, os cetais são agora um subconjunto de acetais, um termo que agora abrange estruturas derivadas de aldeído e cetona.
Se um dos grupos R tiver um oxigênio como o primeiro átomo (ou seja, houver mais de dois oxigênios ligados ao carbono central), o grupo funcional será um ortoéster. Em contraste com as variações de R, ambos os grupos R' são fragmentos orgânicos. Se um R' é um hidrogênio, o grupo funcional é um hemiacetal , enquanto se ambos são H, o grupo funcional é um hidrato de cetona ou hidrato de aldeído.
A formação de um acetal ocorre quando o grupo hidroxila de um hemiacetal torna-se protonado e é perdido como água. O carbocátion produzido é então rapidamente atacado por uma molécula de álcool. A perda do próton do álcool ligado dá origem ao acetal.
Os acetais são estáveis em comparação com os hemiacetais, mas sua formação é um equilíbrio reversível como acontece com os ésteres. À medida que uma reação para criar um acetal prossegue, a água deve ser removida da mistura de reação, por exemplo, com um aparelho de Dean-Stark, para que não hidrolise o produto de volta ao hemiacetal. A formação de acetais reduz o número total de moléculas presentes (carbonil + 2 álcool → acetal + água) e, portanto, geralmente não é favorável em relação à entropia. Uma situação em que não é entropicamente desfavorável é quando um única molécula de diol é usada em vez de duas moléculas de álcool separadas (carbonil + diol → acetal + água). Outra maneira de evitar o custo entrópico é realizar a síntese por troca de acetal, usando um reagente do tipo acetal preexistente como doador do grupo OR', em vez da simples adição dos próprios álcoois. Um tipo de reagente usado para este método é um ortoéster. Nesse caso, a água produzida junto com o produto acetal é destruída ao hidrolisar as moléculas residuais do ortoéster, e essa reação secundária também produz mais álcool para ser usado na reação principal.
Os acetais são usados como grupos protetores para os grupos carbonila na síntese orgânica porque são estáveis em relação à hidrólise por bases e em relação a muitos agentes oxidantes e redutores. Eles podem proteger a carbonila em uma molécula (reagindo temporariamente com um álcool) ou um diol (reagindo temporariamente com uma carbonila). Ou seja, tanto a carbonila quanto os álcoois ou ambos podem fazer parte da molécula cuja reatividade se deseja controlar.
Vários compostos carbonílicos específicos têm nomes especiais para suas formas acetais. Por exemplo, um acetal formado a partir de formaldeído (dois hidrogênios ligados ao carbono central) às vezes é chamado de formal ou grupo metilenodioxi. O acetal formado a partir da acetona às vezes é chamado de acetonida.
Usado em um sentido mais geral, o termo X, Y-acetal também se refere a qualquer grupo funcional que consiste em um carbono contendo dois heteroátomos X e Y. Por exemplo, N,O-acetal refere-se a compostos do tipo R1R2C(OR)(NR'2) (R,R' ≠ H) também conhecido como éter hemiaminal) e S,S-acetal refere-se a compostos do tipo R1R2C(SR)(SR') (R,R' ≠ H, também conhecido como tioacetal).